# Utania defecta
Utania defecta is een fossiele soort schietmot uit de familie Dysoneuridae.